# Благовјешченск (Амурска област)
Благовјешченск (рус. Благовещенск) је град у Русији и административни центар Амурске области. Према попису становништва из 2010. у граду је живело 214.397 становника.
Град се налази на левој обали реке Амур, на месту где се у њу улива река Зеја, уз саму границу са Народном Републиком Кином. Град је од Москве удаљен 7.985 km источно.

## Географија
Површина града износи 320,97 km².

## Клима
| Клима Благовешченска        | Клима Благовешченска | Клима Благовешченска | Клима Благовешченска | Клима Благовешченска | Клима Благовешченска | Клима Благовешченска | Клима Благовешченска | Клима Благовешченска | Клима Благовешченска | Клима Благовешченска | Клима Благовешченска | Клима Благовешченска | Клима Благовешченска |
| Показатељ \ Месец           | .Јан.                | .Феб.                | .Мар.                | .Апр.                | .Мај.                | .Јун.                | .Јул.                | .Авг.                | .Сеп.                | .Окт.                | .Нов.                | .Дец.                | .Год.                |
| --------------------------- | -------------------- | -------------------- | -------------------- | -------------------- | -------------------- | -------------------- | -------------------- | -------------------- | -------------------- | -------------------- | -------------------- | -------------------- | -------------------- |
| Апсолутни максимум, °C (°F) | 0,2 (32,4)           | 7,0 (44,6)           | 20,3 (68,5)          | 27,9 (82,2)          | 34,7 (94,5)          | 39,4 (102,9)         | 37,7 (99,9)          | 36,9 (98,4)          | 33,5 (92,3)          | 28,0 (82,4)          | 13,4 (56,1)          | 3,6 (38,5)           | 39,4 (102,9)         |
| Средњи максимум, °C (°F)    | −15,6 (3,9)          | −9,5 (14,9)          | −0,5 (31,1)          | 11,0 (51,8)          | 19,5 (67,1)          | 25,5 (77,9)          | 27,3 (81,1)          | 25,1 (77,2)          | 18,9 (66)            | 9,1 (48,4)           | −4,9 (23,2)          | −14,7 (5,5)          | 7,6 (45,7)           |
| Просек, °C (°F)             | −21,5 (−6,7)         | −16,3 (2,7)          | −6,8 (19,8)          | 4,7 (40,5)           | 12,8 (55)            | 19,3 (66,7)          | 21,8 (71,2)          | 19,6 (67,3)          | 12,7 (54,9)          | 3,2 (37,8)           | −10,0 (14)           | −19,8 (−3,6)         | 1,6 (34,9)           |
| Средњи минимум, °C (°F)     | −26,2 (−15,2)        | −21,9 (−7,4)         | −12,6 (9,3)          | −1,2 (29,8)          | 6,6 (43,9)           | 13,6 (56,5)          | 17,2 (63)            | 15,1 (59,2)          | 7,6 (45,7)           | −1,5 (29,3)          | −14,1 (6,6)          | −24,1 (−11,4)        | −3,5 (25,7)          |
| Апсолутни минимум, °C (°F)  | −44,5 (−48,1)        | −45,4 (−49,7)        | −35,7 (−32,3)        | −17,7 (0,1)          | −7,5 (18,5)          | 0,1 (32,2)           | 8,2 (46,8)           | 4,4 (39,9)           | −4,3 (24,3)          | −24,8 (−12,6)        | −32,9 (−27,2)        | −41,2 (−42,2)        | −45,4 (−49,7)        |
| Извор: Погода и Климат      |                      |                      |                      |                      |                      |                      |                      |                      |                      |                      |                      |                      |                      |

## Историја
Благовјешченск је основан 1856. године, као Усть-Зейский военный пост. Године 1858. је преименован у Благовјешченск и добио статус града. Исте године град је постао и центар Амурске области.
Крајем XIX века град прераста у веома битну речну луку (године 1895. у граду је било 56 пароброда). У граду је 1868. живело 3,3 хиљада људи, а 1900. године већ 38,5 хиљада људи.
Земља будуће Амурске области је из поседа Кине прешла у састав Русије 40-их година XVII века. Године 1858. основана је Амурска област, а Благовјешченск је проглашен њеним седиштем. Године 1900. избио је конфликт између Русије и Кине па су сви Кинези исељени из града. Од 1920. до 1922. Благовјешченск, као и цела Амурска област, се налазио у Далекоисточној републици.

## Становништво
Према прелиминарним подацима са пописа, у граду је 2010. живело 214.397 становника, 4.824 (2,20%) мање него 2002.
| 1939.  | 1959.  | 1970.   | 1979.   | 1989.   | 2002.   | 2010.   |
| ------ | ------ | ------- | ------- | ------- | ------- | ------- |
| 58.790 | 94.746 | 127.757 | 171.997 | 205.553 | 219.221 | 214.390 |